# Yavoriv (huyện)
Huyện Yavoriv (tiếng Ukraina: Яворівський район, chuyển tự: Yavorivs’kyi raion) là một huyện của tỉnh Lviv thuộc Ukraina. Huyện Yavoriv có diện tích 1542 km², dân số theo điều tra dân số ngày 5 tháng 12 năm 2001 là 123546 người với mật độ 80 người/km2. Trung tâm huyện nằm ở Yavoriv.